# Aglomeración urbana

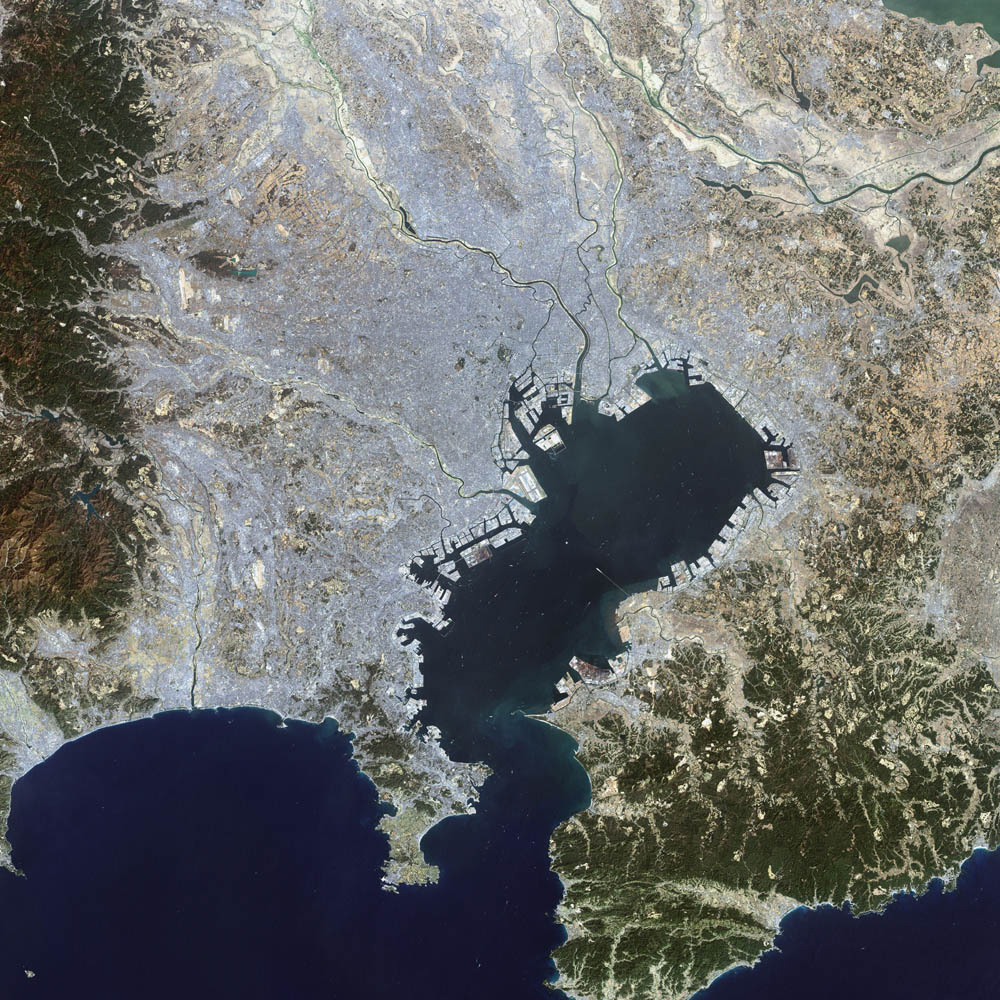
Área del Gran Tokio, Japón, la aglomeración urbana más poblada del mundo, con una población aproximada de 38 millones de habitantes.

Una aglomeración urbana es la región urbanizada que se extiende sin solución de continuidad a lo largo de varias circunscripciones administrativas; normalmente comprende una ciudad central y pueblos o ciudades satélite a los que ésta ha absorbido en su crecimiento. Los aglomerados tienden a constituirse alrededor de los grandes centros administrativos.
Con la denominación de región urbana se designa a la aglomeración urbana en la que varias ciudades cumplen funciones de orden similar, o bien cumplen funciones diferentes pero de rango similar.

## Características
En una aglomeración se pueden diferenciar claramente las dos grandes partes que componen su estructura urbana:
Las actividades terciarias de la ciudad (comerciales, financieras, administrativas y culturales) y la mayor fuente de empleo. Presenta un carácter organizado y posee la mayoría de los servicios de infraestructura y equipamiento urbano. Desde esta parten generalmente en forma radial las distintas vías de transporte que la comunican con los suburbios.
- Los suburbios, estructurados a lo largo de las vías de transporte y rodeando a la ciudad central en forma de anillos concéntricos. Se definen por contar con densidades menores que los de la ciudad central, falta de continuidad y a veces apariencia caótica del tejido urbano, y una progresiva fusión con ámbitos subrurales a medida que se aleja del centro. Predominan las áreas residenciales, por los que se los suele definir como ciudades dormitorio. En los centros de las ciudades absorbidas por la ciudad central, se pueden encontrar también actividades comerciales y administrativas, pero que no superan en importancia al núcleo de esta. Sobre las vías de comunicación, principalmente a lo largo de las autopistas, se ubican los grandes equipamientos urbanos que por razones funcionales o de espacio no se hallan en la ciudad central.